# Vrbice (district de Nymburk)
Pour les articles homonymes, voir Vrbice.
Vrbice (en allemand : Wirbitz) est une commune du district de Nymburk, dans la région de Bohême-Centrale, en République tchèque. Sa population s'élevait à 172 habitants en 2020.

## Géographie
Vrbice se trouve à 10 km au nord-est de Poděbrady, à 14 km à l'est de Nymburk et à 58 km à l'est-nord-est de Prague.
La commune est limitée par Podmoky au nord, par Opočnice à l'est, par Kolaje et Vlkov pod Oškobrhem au sud, et par Okřínek et Senice à l'ouest.

## Histoire
La première mention écrite de la localité date de 1227.